# 费拉斯·布拉伊坎
费拉斯·布拉伊坎（阿拉伯语：فراس البريكان，羅馬化：Firas Al-Buraikan，2000年5月14日—），沙特阿拉伯足球运动员，司职前锋，效力于沙特俱乐部艾吉達艾阿里。布拉伊坎代表沙特阿拉伯男子队出战2022年世界杯。

## 个人荣誉
哈萨征服
- 沙特职业足球联赛冠军：2018–19
- 沙特超級盃冠军：2019、2020

沙特U-20
- 亞足聯U-20亞洲盃冠军：2018

沙特U23
- 亞足聯U-23亞洲盃冠军：2022